# RTECS
A Registry of Toxic Effects of Chemical Substances (RTECS) egy a mérgekről szóló adatbázis, melynek alapja olyan nyílt hozzáférésű tudományos irodalmi háttér, mely nem hivatkozik a felhasznált tanulmányok referenciáira vagy hasznosságukra. 2001-ig az amerikai National Institute for Occupational Safety and Health (NIOSH) tartotta fenn, mint nyilvánosan elérhető, ingyenes publikáció. Most a BIOVIA tartjakarban, és tőle, vagy számos, hozzáadott rtéket biztosító szolgáltatáson keresztül díjért vagy előfizetésért cserébe érhető el.

## Tartalom
A fájl hatféle mérgezéssel kapcsolatos adatot tartalmaz: 
1. Elsődleges irritáció
2. Mutagén hatások
3. reprodukciós hatások
4. Tumoros hatások
5. Akut mérgezés
6. Egyéb, több dózisú hatások

Feljegyzik a speciális toxikus értékeket is, mint a LD50,  LC50, TDLo és a TCLo. Ezen felül megadják a megfigyelt fajokat és a hatási útvonalakat. Minden adat mellett ott szerepelnek a bibliográfiai hivatkozások. A tanulmányokat egyáltaán nem értékelik.

## Története
A RTECS-et az amerikai Kongresszus tette kötelezővé az 1970-es Munkaegészségügyi biztonságról és egészségügyről szóló törvény 20(a)(6) bekezdésével (PL 91-596). Az eredeti, Toxic Substances List című listát 1971. június 28-éóán tették közzé, és nagyjából 5000 vegyület toxikusságáról adott információt. 2001. január 1-én változott meg a neve, mikor felvette a ma is használt Registry of Toxic Effects of Chemical Substances elnevezést. Ekkor 152.970 vegyületről tartalmazott adatokat. 2001. decemberben a RTECS átkerült a NIOSH-től az Elsevier MDL magánvállalathoz. A Symyx 2007-ben megvette a MDL-t az Elseviertől, melynek keretein belül a Toxikológiai adatbázis is átkerült hozzá.
Az RTECS angol, francia és spanyol nyelven érhető el, melyet a Canadian Centre for Occupational Health and Safetyn keresztül lehet meggtekinteni. Az adatbázishoz előfizetéses hozzáférés érhető el internetes, intranetes és CD formátumban. Az adatbázis online a NISC (National Information Services Corporation, RightAnswer.com és a ToxPlanet (Timberlake Ventures, Inc)) ondalain is elérhető.

## Külső hivatkozások
- Áttekintés a RTECS-ről
- Accelrys weboldal Archiválva 2013. október 23-i dátummal a Wayback Machine-ben
- RightAnswer weboldal
- ToxPlanet Weboldal